# Lola Marceli
Dolores Muñoz Marceli (Alacant, 14 d'octubre de 1967), és una actriu de teatre, televisió i cinema. És coneguda especialment per haver actuat en les sèries de televisió SMS, sin miedo a soñar (2006), El súper (1996) (en el paper de Mercedes) i en Amar en tiempos revueltos. És la parella de l'actor Juanjo Puigcorbé a qui va conèixer l'any 2001.
Va néixer a Alacant, tot i que als 15 anys es va traslladar a Màlaga, ciutat d'on era originària la seva família. El seu segon cognom, Marceli, és d'origen italià. Lola Marceli va estudiar interpretació a l'Escuela Superior de Arte Dramático de Málaga i també Filologia anglesa a la Facultat de Filosofia i Lletres de la Universitat de Màlaga. A Madrid va continuar la seva formació al Laboratori Teatral de William Layton i l'escola de Cristina Rotta. Va treballar també com a model.
Entre els seus papers en el cinema destaca la producció australiana "La Spagnola" de Steve Jacobs, per la qual és nominada com a millor actriu en els AFI´S Awards, (2001). També ha participat a "Lo mejor que le puede pasar a un cruasán" (2003), de Paco Mir; "Besos de gato" (2003), de Rafael Alcázar; "Los ladrones somos gente honrada", d'Eduardo Toral i la coproducció italiana "Attenti a qui tre" dirigida per Rossella Izzo i protagonitzada per Christian de Sicca i José Coronado.

## Treballs
Cinema
- Locas vacaciones (1984), de Hubert Frank
- Tierno verano de lujurias y azoteas (1993), de Jaime Chávarri
- El pez (1998), de Miguel Ortiz Llonis (curtmetratge)
- Sinceridad (1999), de Alberto Ruiz Rojo (curtmetratge)
- La Spagnola (2001), de Steve Jacobs
- Besos de gato (2003), de Rafael Alcázar
- Lo mejor que le puede pasar a un cruasán (2003), de Paco Mir
- La monja (2005), de Luis de la Madrid
- Eccezzziunale... veramente: capitolo secondo... me (2006), de Carlo Vanzina
- La memoria del agua (telefilm) (2012), de Manuel Estudillo
- La venta del paraíso (2012), d'Emilio Ruiz Barranchina
- Pelucas (curtmetratge) (2014), de José Manuel Serrano Cueto
- El clavo de oro (telefilm-movie) (2014), d'Antonio del Real

Televisió
Personatges fixos
- El Súper (1996-2000)
- Hospital Central (2001)
- Un chupete para ella (2001-2002)
- SMS (2006-2007)
- Amar en tiempos revueltos (2007-2009) com Julieta
- Padres (2009-2010)
- Bandolera (2011-2013) com Adela Oria
- Víctor Ros (2014)

Personatges episòdics
- Brigada Central (1989)
- Colegio Mayor (1994)
- 7 vidas (2005)
- El comisario (2005)
- Los Serrano (2005)
- Abuela de verano (2005)
- Los simuladores (2006)
- Ángel o demonio (2011)
- Los misterios de Laura (2011)

Teatre
- La emoción, escrita i dirigida per Álvaro del Amo. Personatge: Rosario (1992)
- Triple salto mortal con pirueta, de Jesús Campos García. Personatge: Josefa (1997-1998)
- Sólo cuando me río, adaptació de The ginger bread lady de Neil Simon dirigida per Alexander Herold. Personatge: Carol (2004)
- Auto de la cruz, dirigit per Ricardo Pereira. Personatge: Virgen María (2010-2011)
- Lo que vio el mayordomo de Joe Orton, dirigida per Joe O'Curneen. Personatge: Dorothy Prentice (2014)